# Rudy Tomjanovich
Rudolph Tomjanovich, Jr (Hamtramck, Míchigan, 24 de noviembre de 1948) es un exjugador y entrenador de baloncesto estadounidense, que jugó en la NBA en la década de los 70 y  entrenador de los Houston Rockets durante doce temporadas. Es descendiente de croatas.

## Trayectoria deportiva

### Universidad
Jugó durante tres temporadas con los Wolverines de la Universidad de Míchigan, y acabó por ser el máximo reboteador de la historia de la universidad. Fue elegido All American en 1970, y su camiseta con el número 45 fue retirada como homenaje. Promedió 25,1 puntos y 14,4 rebotes por partido.

### NBA
Fue elegido en la segunda posición del Draft de la NBA de 1970 por los San Diego Rockets, equipo que al año siguiente se trasladaría a Houston, y donde permanecería durante toda su carrera como jugador. Poco a poco su juego fue ganando consistencia, y en cuatro de sus temporadas promedió más de 20 puntos por partido. Destacó también en su facetea defensiva, promediando en su segunda y tercera temporada 11,8 y 11,6 rebotes por partido respectivamente. Fue elegido en 5 ocasiones para disputar el All-Star Game.
Se retiró con 32 años, habiendo promediado 17,4 puntos y 8,1 rebotes por partido.
Se recuerda también en la temporada 1977-1978. Cuando el 9 de diciembre de 1977 Kermit Washington de Los Angeles Lakers le pego un puñetazo a Rudy rompiéndole el tabique nasal y lesionándole ambas córneas de los ojos.

### Entrenador
En 1992 se hizo cargo de forma interina del banquillo de los Houston Rockets, pero se acabó quedando con el puesto. En su primera temporada completa llevó a su equipo al título de División, siendo el primer entrenador que lo consigue en su primer año. Con jugadores en su equipo como Clyde Drexler, Hakeem Olajuwon o Robert Horry, consiguió ganar dos anillos de Campeón de la NBA consecutivos, en 1994 y 1995.
Permaneció en el banquillo de los Rockets hasta que, en 2003 se le diagnosticó un cáncer de vejiga que lo apartó temporalmente de los banquillos. en 2004 regresó a las canchas haciéndose cargo de los Lakers, pero tras 41 partidos, resintiéndose de su enfermedad, tuvo que ser sustituido por Frank Hamblen.
En 1998 le ofrecieron el puesto de seleccionador de Estados Unidos para competir en el Campeonato del Mundo de Grecia, al cual tuvo que acudir, tras la renuncia de jugadores de la NBA, con un equipo formado principalmente de gente de la CBA, una liga menor, pero que, aun así, consiguió la medalla de bronce. En 2000 dirigió a la selección estadounidense en los Juegos Olímpicos de Sídney 2000, ganando la medalla de oro.

## Estadísticas de su carrera en la NBA

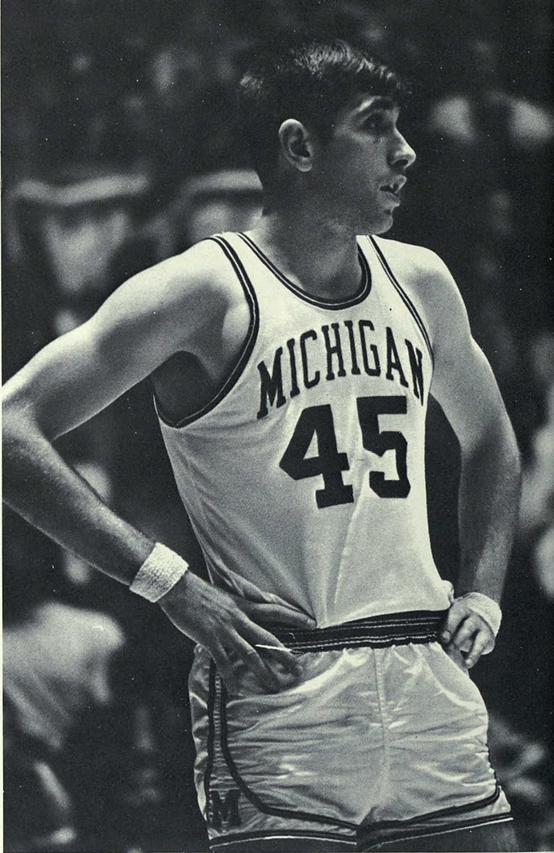
Vistiendo la camiseta de Míchigan.

### Temporada regular
| Año     | Equipo    | PJ  | PT  | MPP  | %TC  | %3P  | %TL  | RPP  | APP | ROB | TPP | PPP  |
| ------- | --------- | --- | --- | ---- | ---- | ---- | ---- | ---- | --- | --- | --- | ---- |
| 1970–71 | San Diego | 77  | ... | 13.8 | .383 | ...  | .652 | 4.9  | .9  | ... | ... | 5.3  |
| 1971–72 | Houston   | 78  | ... | 34.5 | .495 | ...  | .723 | 11.8 | 1.5 | ... | ... | 15.0 |
| 1972–73 | Houston   | 81  | ... | 36.7 | .478 | ...  | .746 | 11.6 | 2.2 | ... | ... | 19.3 |
| 1973–74 | Houston   | 80  | ... | 40.3 | .536 | ...  | .848 | 9.0  | 3.1 | 1.1 | .8  | 24.5 |
| 1974–75 | Houston   | 81  | ... | 38.7 | .525 | ...  | .790 | 7.6  | 2.9 | .9  | .3  | 20.7 |
| 1975–76 | Houston   | 79  | ... | 36.9 | .517 | ...  | .767 | 8.4  | 2.4 | .5  | .2  | 18.5 |
| 1976–77 | Houston   | 81  | ... | 38.6 | .510 | ...  | .839 | 8.4  | 2.1 | .7  | .3  | 21.6 |
| 1977–78 | Houston   | 23  | ... | 36.9 | .485 | ...  | .753 | 6.0  | 1.4 | .7  | .2  | 21.5 |
| 1978–79 | Houston   | 74  | ... | 35.7 | .517 | ...  | .760 | 7.7  | 1.9 | .6  | .2  | 19.0 |
| 1979–80 | Houston   | 62  | ... | 29.6 | .476 | .278 | .803 | 5.8  | 1.8 | .5  | .2  | 14.2 |
| 1980–81 | Houston   | 52  | ... | 24.3 | .467 | .235 | .793 | 4.0  | 1.6 | .4  | .1  | 11.6 |
| Total   | Total     | 768 | ... | 33.5 | .501 | .262 | .784 | 8.1  | 2.0 | .7  | .3  | 17.4 |

### Playoffs
| Año   | Equipo  | PJ | PT  | MPP  | %TC  | %3P  | %TL  | RPP | APP | ROB | TPP | PPP  |
| ----- | ------- | -- | --- | ---- | ---- | ---- | ---- | --- | --- | --- | --- | ---- |
| 1975  | Houston | 8  | ... | 38.0 | .563 | ...  | .833 | 8.0 | 2.9 | .1  | .5  | 23.0 |
| 1977  | Houston | 12 | ... | 38.1 | .505 | ...  | .784 | 5.4 | 2.0 | .6  | .3  | 20.3 |
| 1979  | Houston | 2  | ... | 32.0 | .391 | ...  | .400 | 7.0 | 1.0 | .5  | .5  | 10.0 |
| 1980  | Houston | 7  | ... | 26.4 | .375 | .143 | .692 | 5.7 | 1.4 | .3  | .0  | 8.3  |
| 1981  | Houston | 8  | ... | 3.9  | .111 | .000 | .667 | .8  | .0  | .0  | .0  | .8   |
| Total | Total   | 37 | ... | 28.1 | .489 | .100 | .771 | 5.1 | 1.6 | .3  | .2  | 13.8 |

## Estadísticas como entrenador NBA
| Equipo      | Temp.   | P   | V   | D   | %V-D | Finalizó       | PP | VP | DP | %V-DP | Resultado                   |
| ----------- | ------- | --- | --- | --- | ---- | -------------- | -- | -- | -- | ----- | --------------------------- |
| Houston     | 1991-92 | 30  | 16  | 14  | .533 | 3.º en Midwest | —  | —  | —  | —     | No Playoffs                 |
| Houston     | 1992-93 | 82  | 55  | 27  | .671 | 1.º en Midwest | 12 | 6  | 6  | .500  | Pierde en Semifinales Conf. |
| Houston     | 1993-94 | 82  | 58  | 24  | .707 | 1.º en Midwest | 23 | 15 | 8  | .652  | Gana Campeonato de la NBA   |
| Houston     | 1994-95 | 82  | 47  | 35  | .573 | 3.º en Midwest | 22 | 15 | 7  | .682  | Gana Campeonato de la NBA   |
| Houston     | 1995-96 | 82  | 48  | 34  | .585 | 3.º en Midwest | 8  | 3  | 5  | .375  | Pierde en Semifinales conf. |
| Houston     | 1996-97 | 82  | 57  | 25  | .695 | 2.º en Midwest | 16 | 9  | 7  | .563  | Pierde en Finales Conf.     |
| Houston     | 1997-98 | 82  | 41  | 41  | .500 | 4.º en Midwest | 5  | 2  | 3  | .400  | Pierde en 1.ª ronda         |
| Houston     | 1998-99 | 50  | 31  | 19  | .620 | 3.º en Midwest | 4  | 1  | 3  | .250  | Pierde en 1.ª ronda         |
| Houston     | 1999-00 | 82  | 34  | 48  | .415 | 6.º en Midwest | —  | —  | —  | —     | No Playoffs                 |
| Houston     | 2000-01 | 82  | 45  | 37  | .549 | 5º en Midwest  | —  | —  | —  | —     | No Playoffs                 |
| Houston     | 2001-02 | 82  | 28  | 54  | .341 | 5º en Midwest  | —  | —  | —  | —     | No Playoffs                 |
| Houston     | 2002-03 | 82  | 43  | 39  | .524 | 5.º en Midwest | —  | —  | —  | —     | No Playoffs                 |
| L.A. Lakers | 2004-05 | 43  | 24  | 19  | .558 | (despedido)    | —  | —  | —  | —     | —                           |
| Total       |         | 943 | 527 | 416 | .559 |                | 90 | 51 | 39 | .567  |                             |

## Logros personales

### Como jugador
- 5 veces All Star

### Como entrenador
- Campeón de la NBA en 1994 y 1995.
- Medalla de bronce en los Mundiales de Grecia.
- Medalla de oro en los Juegos Olímpicos de Sídney 2000.